# چیزی که یک دختر می‌خواهد
چیزی که یک دختر می‌خواهد (به انگلیسی: What a Girl Wants) فیلم کمدی نوجوان آمریکایی محصول سال ۲۰۰۳ به کارگردانی دنی گوردن و نویسندگی جنی بیکس و الیزابت چندلر است. براساس نمایشنامه فیلم تازه‌کار بی‌رغبت در سال ۱۹۵۵ اثر ویلیام داگلاس هوم است. این دومین اقتباس از این فیلم محصول سال ۱۹۵۸ است. با نقش آفرینی آماندا باینز، کالین فرث، کلی پرستون و اولیور جیمز. این فیلم داستان دختر هفده ساله‌ای را روایت می‌کند که برای ملاقات با پدری که هرگز نمی‌شناخت به انگلستان می‌رود.
این فیلم در ۴ آوریل ۲۰۰۳ اکران شد، نقدهای متفاوتی دریافت کرد و ۵۱ میلیون دلار در سراسر جهان فروخت.

## خلاصه داستان
دافنه رینولدز هفده ساله با مادر خواننده‌اش، لیبی، طبقه‌ی بالای رستورانی در محله چینی منهتن زندگی می‌کند. سال‌ها قبل، لیبی با هنری داشوود بریتانیایی در مراکش آشنا شده بود و آنها در یک مراسم عروسی بادیه‌نشینان، تحت شرایط قانونی نامشخص، ازدواج کرده بودند. آنها سپس به املاک خانواده او در انگلستان بازگشتند. پدرش اندکی پس از آن فوت کرد و هنری را به لرد داشوود جدید، ارل ویکومب تبدیل کرد. لیبی در نهایت بدون اینکه درباره بارداری خود به  هنری چیزی بگوید، او را ترک می‌کند و آلیستر پین، مشاور اشرافی خانواده، به هنری ادعا می‌گوید که لیبی عاشق شخص دیگری شده است.
دافنه به لندن می‌رود و تلاش کند تا با پدرش ملاقات کند، پدری که کرسی خود را در مجلس اعیان برای شرکت در انتخابات مجلس عوام ترک کرده است، به این امید که سرانجام نخست وزیر بریتانیا شود. هنری به توصیه  آلیستر مشاور سیاسی خود، با دختر آلیستر، گلینیس، نامزد کرد که امیدوار است، کنتس جدید ویکومب شود.

## بازیگران و شخصیت‌ها
- آماندا باینز در نقش دافنه رینولدز
- کالین فرث در نقش در نقش لرد هنری داش‌وود
- کلی پرستون در نقش لیبی رینولدز
- اولیور جیمز در نقش لن والاس
- آیلین اتکینز در نقش جوسلین داش‌وود
- آنا چنسلور در نقش جلینیس پاین
- جاناتان پرایس در نقش آلیستار پاین
- کریستینا کول در نقش کلاریسا پاین
- سیلویا سیمز در نقش پرنسس شارلوت
- تارا سامرز در نقش نوئل
- کسی پاونی در نقش پیچ اوروود
- کانی پاونی در نقش پیر اوروود
- ویکتوریا ویکس

## انتشار
در راتن تومیتوز، این فیلم بر اساس ۱۱۰ نقد، با میانگین امتیاز ۴.۸۰/۱۰، دارای ۳۵ درصد محبوبیت است. اجماع انتقادی این وب سایت می گوید: "دختران کوچک قطعا از آن لذت خواهند برد، اما برای بزرگسالان بسیار آبکی و قابل پیش‌بینی است." در متاکریتیک، این فیلم بر اساس ۲۷ منتقد، میانگین وزنی ۴۱ از ۱۰۰ امتیاز دارد که نشان‌دهنده «نقدهای مختلط یا متوسط» است. تماشاگرانی که توسط سینماسکور مورد بررسی قرار گرفتند به این فیلم نمره "A" در مقیاس A تا F دادند. 
این فیلم در سرویس‌های پخش مختلف در دسترس است.
ادوارد گاتمن از سانفرانسیسکو کرونیکل آن را یک "کمدی وحشتناک نوجوان" نامید. آنیا کامنتز از ویلج ویس این فیلم را به عنوان "یک ماجراجویی پاک‌سازی شده برای مجموعۀ مری کیت و اشلی" توصیف کرد.